# Doloclanes nabewarinus
Doloclanes nabewarinus är en nattsländeart som beskrevs av Kobayashi 1969. Doloclanes nabewarinus ingår i släktet Doloclanes och familjen stengömmenattsländor. Inga underarter finns listade i Catalogue of Life.